# Ziggie Piggie
Ziggie Piggie – polski zespół muzyczny powstały w 2006 roku w Sosnowcu z inicjatywy Sebastiana (Stecyka) Stecia, zaprosił on do współpracy Tomasza (Rudiego) Fabrycznego i Bartosza (Paździocha) Mizerę. Zespół ewoluował w większą grupę. W składzie znalazło się wielu artystów związanych z muzyką ska i reggae w Polsce. Przykładem jest trasa koncertowa zespołu promująca album „Old Songs” przebiegła z gościnnym udziałem Roberta Brylewskiego, Karoliny Krawczyk (Banda de Chicas), Andrzeja Mikulskiego, Janusza Rutkowskiego oraz Mikołaja Tabaki (The Bartenders) i Skadyktatora.
Zespół "Ziggie Piggie" zagrał kilkadziesiąt koncertów w Polsce i za granicą które zostały świetnie przyjęte przez publiczność – m.in. trasa koncertowa po Słowacji i Czechach z gwiazdą czeskiego ska grupą Tleskač czy wspólne koncerty z Agrolites, Yardee Sound System, Dr. Love, Bas Tajpanem, Mikaelem, Dr. Ring Dingiem i Mr Zoobem.
Grupa ma na swoim koncie także występy na Przystanku Woodstock 2010 (duża scena), Festiwalu Afryka w Toruniu, czy z okazji tysiąclecia Cieszyna.
W 2008 roku zespół Ziggie Piggie nagrał swoją pierwszą płytę, zatytułowaną „Light Smyk Music”, która została dobrze oceniona przez prasę muzyczną. Rok później ukazał się kolejny album, „Old Songs”, nagrany w rozszerzonym 25-osobowym składzie, zawierający covery jamajskich standardów, głównie utworów Laurela Aitkena i Skatalites. Tymi samymi siłami został nagrany trzeci krążek grupy – EP-ka pt. „15: 19”, wydana w 2010 roku.

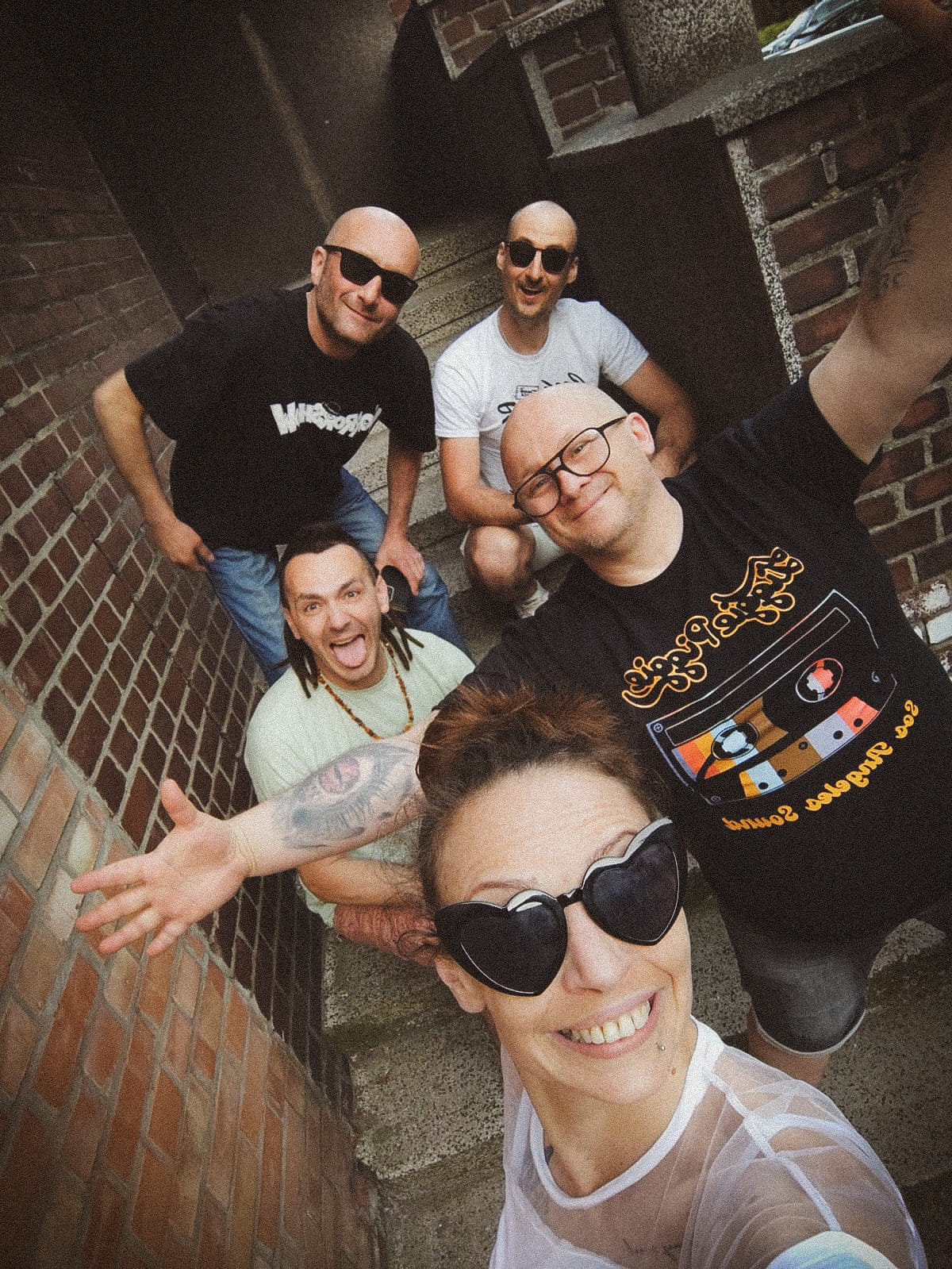
Ziggie Piggie (2024)

Zespół reaktywował swoją działalność po dwuletniej przerwie w kwietniu 2016 roku w składzie: Sebastian Steć, Gabriela Budzianowska, Tomasz Fabryczny, Bartosz Mizera czyli pierwotnym składzie z wyjątkiem instrumentów klawiszowych, za którymi stanął Stanisław Student (Sari Ska Band).

## Skład
Skład zespołu (czerwiec 2022)
- Aleksandra Sina Siniarska – śpiew
- Sebastian Steć – perkusja
- Tomasz Rudi Fabryczny – gitara basowa,  śpiew
- Piotr Sołtysik – gitara
- Karol Foltyński – gitara, śpiew
- Stanisław Student - instrumenty klawiszowe, śpiew

## Dyskografia

### Albumy
- Light Smyk Music (2008)
- Old Songs (2009)

### EP / single
- 15:19 (EP, 2010)
- Moonstomp (EP, 20212)
- Moonstomp PL (singiel, 2024)

## Składanki
- Prowadź mnie ulico:
  - Prowadź mnie ulico vol. 5 (2008), utwory „Mija czas”, „Skinhead Reggae Revolution”[11][12][13].